# Stephan Lichtsteiner
Stephan Lichtsteiner (Adligenswil, 16 de janeiro de 1984) é um ex-futebolista e atual treinador suíço que atuava como lateral-direito. Atualmente comanda o sub-15 do Basel.

## Carreira
Lichtsteiner iniciou sua carreira no Grasshopper em 2001 e fez sua estreia no Campeonato Suíço, mas atuou apenas em uma partida. Na temporada seguinte, ele começou a se estabelecer como titular, ajudando a equipe a ganhar o título do campeonato.

### Lille
Em 2005 ele foi transferido para o Lille como um dos cinco jogadores suíços a entrar no Campeonato Francês. Ele garantiu uma presença regular em sua primeira temporada e ajudou o Lille a assegurar um terceiro lugar conseguindo assim vaga na Liga dos Campeões. Sua última temporada terminou decepcionante, pois o Lille terminou em sétimo lugar, ficando fora dos torneios europeus por apenas um ponto.

### Lazio
Assinou um contrato de quatro anos com a Lazio por uma verba não revelada. Em abril, no Derby della Capitale ele marcou seu primeiro gol pela Lazio, o jogo terminou 4–2 para sua equipe. Apesar da Lazio ter terminado na décima posição, a equipe terminou a temporada em alta, ganhando a Copa da Itália e um lugar na próxima temporada da Liga Europa. Ele desempenhou um bom papel na bem-sucedida campanha da sua equipe, marcando na disputa de pênaltis contra a Sampdoria na final, e também conquistando a Supercopa da Itália no início da temporada seguinte.

### Juventus
Em julho de 2011 a Juventus o contratou por quatro temporadas. Em outubro de 2015 passou por intervenção cirúrgica devido a uma arritmia cardíaca, manifestada no intervalo da partida contra o Frosinone pela Serie A 2015-16.

### Arsenal
Em 5 de junho de 2018, assinou com o Arsenal.

## Seleção Suiça
Estreou pela Seleção Suíça principal em 15 de novembro de 2006 em partida amistosa contra o Brasil.

## Títulos
Grasshopper
- Campeonato Suíço: 2002–03

Lazio
- Copa da Itália: 2008–09
- Supercopa da Itália: 2009

Juventus
- Campeonato Italiano: 2011–12, 2012–13, 2013–14, 2014–15, 2015–16, 2016–17, 2017–18
- Supercopa da Itália: 2012, 2013, 2015
- Coppa Italia: 2014–15, 2015–16, 2016–17, 2017–18